# Grenff
Die Grenff, auch Grenf geschrieben, ist ein etwa 21,9 km langer, rechtsseitiger bzw. südöstlicher Zufluss der Schwalm im Osthessischen Bergland im nordhessischen Schwalm-Eder-Kreis und gehört zum Flusssystem und Einzugsgebiet der Weser.

## Name
Der Fluss wird im Jahr 1366 als Gerffe zum ersten Mal schriftlich erwähnt. Die mittlerweile wüstgefallene Siedlung Grenff findet in den mittelalterlichen Urkunden Erwähnung in Form von villa Grintahe (780–802), Grintafo  (um 800) oder Grintiffa (12. Jh.). Dies lässt die Ausgangsform Grintaffa vermuten, einer Zusammensetzung aus dem Suffix -apa und dem althochdeutschen Wort grint für 'Grind, Haarausfall', was auch als Bezeichnung für Bergrücken oder Bodenerhebungen fungierte.

## Verlauf
Die Grenff entspringt im Ottrauer Bergland, einem Teil des Fulda-Haune-Tafellands im Osthessischen Bergland, im Übergangsbereich zum Knüllgebirge. Ihre Quelle liegt 1,2 km südöstlich des Ottrauer Ortsteils Görzhain auf einer Lichtung der Nordflanke Frohnkreuzkopfs (ca. 530 m ü. NN), dem Westausläufer des Rimbergs (591,8 m), auf etwa 395 m Höhe.
Anfangs fließt die Grenff, die überwiegend nordwestwärts verläuft, nach und durch Görzhain. Fortan wird sie von der Eisenbahnstrecke Bad Hersfeld–Treysa (auch Knüllwaldbahn genannt) begleitet, an der sie den Bahnhof Ottrau als kleinsten Ottrauer Ortsteil, die dortige Boßmühle, dann die Steinmühle, die Lenzenmühle, Kleinropperhausen und die Schneidmühle passiert.
Anschließend fließt die Grenff durch die am Fluss gelegenen Ortschaften Nausis, wonach sie an der Bruchmühle vorbeifließt, Neukirchen, Rückershausen, wonach sie die Sängermühle passiert, und Riebelsdorf. Danach passiert das Fließgewässer den an der Knüllwaldbahn liegenden Haltepunkt Zella und die Klinkemühle.
Beim direkt westlich der Grenff gelegenen Willingshausener Ortsteil Loshausen mündet sie, nach Überwindung von etwa 181 m Höhenunterschied, auf 214 m ü. NN in den dort von Süden kommenden Eder-Zufluss Schwalm.

## Einzugsgebiet und Zuflüsse
Das Einzugsgebiet der Grenff umfasst 86,406 km². Zu ihren Zuflüssen gehören mit orographischer Zuordnung (l = linksseitig, r = rechtsseitig), Gewässerlänge und Mündungsort mit Grenffflusskilometer (flussabwärts betrachtet):
- Reinbach (r; 1,5 km), oberhalb Görzhain (nahe km 21)
- Weißenborn (r; 2,2 km), bei Görzhain (bei km 20,05)
- Leutschwasser (l; 2,2 km), in Görzhain (bei km 19,55)
- Schorbach (r; 5,2 km), an der Steinmühle (nahe km 17,05)
- Otter (l; 5,6 km), oberhalb der Lenzenmühle (bei km 15,8)
- Wallebach (l; 2,5 km), in Nausis (nahe km 12,8)
- Fischbach (l; 1,5 km), in Nausis (nahe km 11,9)
- Damersbach (r; 3,3 km), unterhalb Nausis (nahe km 11,6)
- Buchbach (r; 7,7 km), oberhalb Neukirchen (nahe km 9,8)
- Urbach (r; 7,3 km), in Neukirchen (nahe km 8,1)
- Goldbach (r; 2,9 km), bei Rückershausen (bei km 6,1)

## Wassermühlen
Wassermühlen an der Grenff sind/waren unter anderen (flussabwärts betrachtet):
- Kleinmühle, unterhalb Görzhain (zuletzt Kurz)
- Boßmühle, beim Bahnhof Ottrau, (zuletzt Schreiber)
- Steinmühle, unterhalb Bahnhof Ottrau (zuletzt Kurz, Mühlenmuseum)
- Lenzenmühle, oberhalb Kleinropperhausen (zuletzt Allendorf)
- Burkhardtsmühle, Ortsausgang Kleinropperhausen (zuletzt Heimbächer)
- Schneidmühle, unterhalb Kleinropperhausen (zuletzt Hooß)
- Klostermühle, Nausis neben der Kirche (zuletzt Itzenhäuser)
- Bruchmühle, unterhalb Nausis (zuletzt Dörr)
- Ratsmühle, Neukirchen, Abzweigung Hersfelder Straße / Bahnhofstraße (zuletzt Ross)
- Herrenmühle, Neukirchen, an der Mühlenpforte außerhalb der Stadtmauer (zuletzt Bauermeister)
- Wiesenmühle, Neukirchen Ortsausgang (zuletzt Schacht)
- Sängermühle, unterhalb Rückershausen (zuletzt Itzenhäuser)
- Bruchmühle, Riebelsdorf am südlichen Ortsrand (zuletzt Hennighausen)
- Klinkenmühle, vor Loshausen bei Zella

## Brücken
Die Grenff-Brücke in Nausis steht unter Denkmalschutz.